# Kanton Pontivy
Kanton Pontivy (francouzsky Canton de Pontivy) je francouzský kanton v departementu Morbihan v regionu Bretaň. Tvoří ho 10 obcí.

## Obce kantonu
- Croixanvec
- Gueltas
- Guern
- Kerfourn
- Noyal-Pontivy
- Pontivy
- Saint-Gérand
- Saint-Gonnery
- Saint-Thuriau
- Le Sourn